# (210350) Mariolisa
(210350) Mariolisa est un astéroïde de la ceinture principale.

## Description
(210350) Mariolisa est un astéroïde de la ceinture principale. Il fut découvert le 22 octobre 2007 à Skylive par Fabrizio Tozzi. Il présente une orbite caractérisée par un demi-grand axe de 2,64 UA, une excentricité de 0,15 et une inclinaison de 12,4° par rapport à l'écliptique.

## Compléments